# فاین
فاین (به اسپانیایی: Fayón) یک دهستان در اسپانیا است که در استان ساراگوسا واقع شده‌است. فاین ۶۷ کیلومتر مربع مساحت و ۳۹۵ نفر جمعیت دارد و ۹۲ متر بالاتر از سطح دریا واقع شده‌است.